# Maluenda
Maluenda – gmina w Hiszpanii, w prowincji Saragossa, w Aragonii, o powierzchni 40,09 km². W 2011 roku gmina liczyła 1123 mieszkańców.